# Sotto e 'ncoppa
Sotto e 'ncoppa è il secondo album di Tullio De Piscopo, pubblicato nel 1976.

## Descrizione
Sulla copertina è indicato come Tullio De Piscopo Revolt Group. 
Ristampato nel 2022 in vinile e anche su CD.

## Tracce
Lato A
1. 'O sipario – 1:09 (Tullio De Piscopo, Sante Palumbo)
2. Divario – 2:30 (Tullio De Piscopo)
3. Rettifilo, ora di punta – 4:53 (Tullio De Piscopo, Giorgio Baiocco)
4. 'O miracolo adda venì – 3:35 (Tullio De Piscopo, Gigi Cappellotto)
5. Tarantella p' 'o scugnizzo – 4:55 (Tullio De Piscopo, Sante Palumbo)

Durata totale: 17:02
Lato B
1. Sotto e 'ncoppa – 4:36 (Tullio De Piscopo, Sante Palumbo)
2. 'A cozzeca – 1:38 (Tullio De Piscopo, Sante Palumbo)
3. 'O piscatore – 6:44 (Tullio De Piscopo, Sergio Farina)
4. Porta Capuana in festa – 4:00 (Tullio De Piscopo, Sergio Farina)
5. Circumvesuviana ore 7:45 – 1:50 (Tullio De Piscopo, Sergio Farina)
6. Inno a Napoli ('A marcia nova) – 2:20 (Tullio De Piscopo, Sante Palumbo)

Durata totale: 21:08

## Formazione
- Tullio De Piscopo – voce, percussioni, batteria, armonica, congas, timpani
- Sante Palumbo – sintetizzatore, pianoforte, Fender Rhodes
- Gigi Cappellotto – basso, percussioni
- Tony De Piscopo - percussioni, timpani
- Sergio Farina – chitarra elettrica, chitarra acustica
- Giorgio Baiocco – sassofono tenore, flauto, sassofono soprano, vibrafono
- Peter Guidi – sassofono soprano